# Hatem Ben Salem
Pour les articles homonymes, voir Ben Salem.
Hatem Ben Salem (arabe : حاتم بن سالم), né le 8 février 1956 à Tunis, est un diplomate et homme politique tunisien.

## Biographie

### Formation
Docteur d'État en droit public de l'UFR droit-économie-gestion de l'université Paris-Sud sous la direction de Charles Zorgbibe (1984), il est agrégé en droit public de la faculté de droit et des sciences politiques et économiques de Tunis.

### Carrière diplomatique et politique
De 1996 à 2000, Ben Salem est ambassadeur de la Tunisie, successivement au Sénégal, en Guinée, en Gambie, au Cap-Vert et en Turquie. Puis, de 2000 à 2002, il est ambassadeur représentant permanent de la Tunisie auprès de l'Organisation des Nations unies à Genève. Le 16 septembre 2002, il est nommé coordinateur général des droits de l'homme au ministère de la Justice et des Droits de l'homme. Le 25 août 2003, il devient secrétaire d'État auprès du ministre des Affaires étrangères chargé des affaires maghrébines et africaines. Le 10 novembre 2004, il est désigné secrétaire d'État auprès du même ministre, chargé cette fois des Affaires européennes, avant de devenir le 29 août 2008 ministre de l'Éducation et de la Formation, poste qu'il occupe jusqu'à la chute du président Zine el-Abidine Ben Ali le 14 janvier 2011.
Le 6 juillet 2015, Hatem Ben Salem est nommé directeur de l'Institut tunisien des études stratégiques. Le 6 septembre 2017, il reprend la tête du ministère de l'Éducation nationale. Il rejoint par la suite le parti présidentiel, Nidaa Tounes.
Il a par ailleurs été membre de l'International Institute for Strategic Studies, du Comité supérieur des droits de l'homme et des libertés fondamentales et du comité central du Rassemblement constitutionnel démocratique. Il a également été vice-président de la Commission africaine des droits de l'homme et des peuples. 
Il a aussi donné des conférences aux universités de Lund et de Graz, mais aussi à l'Institut international des droits de l'homme.  
Il est l'auteur d'études et d'articles publiés dans des revues tunisiennes, africaines et internationales sur les relations internationales, plus particulièrement sur les études stratégiques et les expériences de développement en mer Méditerranée, en Afrique et dans le monde arabe.
Le 14 décembre 2019, à la suite de la démission de Slim Khalbous, il est nommé ministre de l'Enseignement supérieur et de la Recherche scientifique par intérim,.

### Distinctions
- Commandeur de l'Ordre de la République tunisienne (2004)[1],[4] ;
- Officier (2008[9]) puis commandeur (2009[10]) de l'Ordre du 7-Novembre.

### Vie privée
Il est marié et père de trois enfants.

### Publications
- La Ligue des États arabes, organisation régionale à vocation internationale, Lille, Atelier national de reproduction des thèses, 1985